# Brzostowica (Postawy)
Brzostowica – dawny folwark. Obecnie część Postaw na Białorusi, w obwodzie witebskim, w rejonie postawskim.

## Historia
W czasach zaborów w powiecie dziśnieńskim, w guberni wileńskiej Imperium Rosyjskiego.
Od 11 kwietnia 1922 folwark leżał w Polsce, w województwie wileńskim, w powiecie postawskim, w gminie Postawy.
W 1931 w 1 domu zamieszkiwało 10 osób.
Wierni należeli do parafii rzymskokatolickiej Postawach. Miejscowość podlegała pod Sąd Grodzki w Postawach i Okręgowy w Wilnie; właściwy urząd pocztowy mieścił się w Postawach.
W 1938 roku miejscowość należała do gromady Łohowińce gminy Postawy.
W wyniku napaści ZSRR na Polskę we wrześniu 1939 miejscowość znalazła się pod okupacją sowiecką. 2 listopada została włączona do Białoruskiej SRR. Od czerwca 1941 roku pod okupacją niemiecką. W 1944 miejscowość została ponownie zajęta przez wojska sowieckie i włączona do obwodu witebskiego Białoruskiej SRR.
Od 1991 w składzie niepodległej Białorusi.